# Labidostommatidae
Super-cohorte
Famille
Synonymes
- Sellnickiellinae Feider & Vasiliu, 1969
- Nicoletiellidae Canestrini, 1891

Les Labidostommatidae sont une famille d'acariens, la seule des Labidostommatides, elle comporte sept genres.

## Liste des genres
- Akrostomma Robaux, 1977
- Cornutella Feider & Vasiliu, 1969
- Eunicolina Berlese, 1911
- Grandjeanellina Feider & Vasiliu, in Evans 1969
- Labidostomma Kramer, 1879
  - Labidostomma (Labidostomma) Kramer, 1879
  - Labidostomma (Pselistoma) Bertrand, 1990
  - Labidostomma (Atyeonella) Feider & Vasiliu, in Evans 1969
  - Labidostomma (Nicoletiella) Canestrini, 1882
- Mahunkiella Feider & Vasiliu, 1972
- Sellnickiella Feider & Vasiliu, in Evans 1969
  - Sellnickiella (Sellnickiella) Feider & Vasiliu, in Evans 1969
  - Sellnickiella (Dicastriella)

## Référence
- Oudemans, 1906 : Das Tracheensystem der Labistomidae und eine neue Klassifikation der Acari. Zoologischer Anzeiger, vol. 29, p. 633-637.